# 장한가 (영화)
장한가(長恨歌: Everlasting Regret)는 중국에서 제작된 관금붕 감독의 2005년 영화이다. 정수문 등이 주연으로 출연하였고 윌리 찬 등이 제작에 참여하였다.

## 출연

### 주연
- 정수문
- 오언조
- 황각

### 조연
- 후준
- 양가휘
- 소암

## 제작진
- 제작지휘: 성룡
- Ass-PD: 소지홍